# Windows タスク マネージャー
Windows タスク マネージャー（英: Windows Task Manager）は、マイクロソフトが開発したWindows NT 4.0とそれ以降のWindows NT系のオペレーティングシステムに含まれている、プロセスを管理するための標準システムソフトウェア（タスクマネージャー）である。

## 歴史
タスク マネージャーは元々、マイクロソフトの開発者だったデヴィッド・プラマーが業務外で作成したプログラムだった。デヴィッド・カトラーなどの同僚に、この機能をWindowsに組み込むことを勧められ、1985年にソースコード一式をマイクロソフトに寄贈した。オリジナルのタスク マネージャーは、OS内部のメトリクスではなく、公開されたレジストリAPIから情報を取得していた。
Windows Vistaまでは「Windows タスク マネージャ」と表記されていたが、マイクロソフトが2008年7月に外来語の表記ルールを発表したことに伴い、Windows 7から「Windows タスク マネージャー」となった。

## 起動について

多くのPC/AT互換機のQWERTY配列キーボードにおける の位置

- タスクバーの右クリックメニューから「タスク マネージャー」を選択する。
- ⎈ Ctrl+⇧ Shift+Esc キーを押す。
- Ctrl+⎇ Alt+⌦ Del キーを押し、現れたメニューから「タスク マネージャーの起動」を選択する。
- 「ファイル名を指定して実行」ダイアログに「taskmgr」と入力するか、完全なパスを入力する。

タスク マネージャーがいたずらや誤操作などで使われると問題がある環境では、グループポリシーやレジストリの設定によって起動を禁止されていることがあり、前述の操作を行っても起動できないことがある。
ショートカットの作成
デスクトップなどで右クリックして、「新規作成」から「ショートカット」を選択して、「taskmgr.exe」と入力する。なお、Windows 8以降は権限が変わったため、このショートカットをスタートアップに登録してもログイン時に自動で立ち上げることはできなくなってしまった。

## タブについて

### プロセス
現在実行中のタスクの一覧と状態を表示する。タスクの一覧からタスクを選択して終了や切り替えを行う。また、タスクの作成を行う。
例として、フリーズ（ハングアップ）したアプリケーションや、何らかの理由で閉じられないウィンドウを強制終了させる場合にしばしば用いられる。ただしこのような方法でアプリケーションを閉じた場合、ほとんどはデータ等が保存されないため、極力避けるべきではある。
タスクのウィンドウの状態などいくつか個別の変更は、マウスの副ボタンやキーボードのアプリケーション キーを押すことによって選択可能となる。

### パフォーマンス
システムの全体の統計や、CPUやメモリの使用状態を折れ線グラフで表示する。数値で表示されている部分の内容は、Windows Vistaとそれ以前では異なる。CPUが複数認識される環境では、CPU使用率のグラフはコアの数(同時マルチスレッディング対応CPUはスレッド数の数)だけ表示される。

### ユーザー
ログイン中のユーザーの状態を表示する。可能であれば強制的にログオフやメッセージの送信ができる。

### 詳細
「プロセス」タブに比べて、より詳細なプロセスの状態を表示する。プロセスのCPU、メモリ、I/Oなどのハードウェア リソースの使用率や、GDIオブジェクト、USERオブジェクトなどWindowsリソースの使用率を表示することができ、プロセス優先度やプロセッサ アフィニティの変更を行うことができる。
ユーザー権限やユーザーの設定によって異なるが、基本的にユーザーが起動したプロセスのみを表示する。より上位の権限を持つユーザーはシステムのプロセスを表示することができる。

### サービス
Windowsサービスの一覧と状態を表示し、サービスの開始・終了や関係するプロセス名やプロセスIDを表示する。Windows Vistaから実装されたもので、より詳細な操作は Microsoft 管理コンソールのサービス コンソールで行う。

### ネットワーク
ネットワーク アダプターを持つマシンで表示されるタブで、ネットワーク アダプターが装備されていない場合は表示されない。ネットワーク アダプターの状態を表示し、アダプターごとの送受信歴の折れ線グラフを表示する。

### その他
- タスクトレイのアイコンでは現在のCPU使用率を棒グラフで表示し、常駐させると簡易パフォーマンス モニターとして利用できる。
- 特定のタブだけを監視したい場合、タブの余白部分をダブルクリックするとそのタブ以外の表示を消すことができコンパクトになる。再び余白をダブルクリックすると元に戻る。
- クライアント エディションではWindows タスク マネージャーのメニューからWindowsのシャットダウンが可能であったが、Windows Vistaでは削除された。

## メモリ使用量
Windows タスク マネージャーは、動作しているアプリケーションの状態を確認できる簡便なツールであることから、Windows タスク マネージャーで示される情報のみをもとにアプリケーションの状態を判断してしまうことがある。Windows タスク マネージャーにおける誤解の一つとして、「メモリ使用量」を実際のメモリの使用量と勘違いしたり、その値をもとに異なるアプリケーション同士の誤った比較をしてしまったりすることが挙げられる。
例えばWindows XPのタスク マネージャーにおける「パフォーマンス」タブのPF（ページファイル）使用量では、仮想メモリの使用量の合計が表示されているが、Windows Vistaでは物理メモリの使用量の合計が表示されるようになった。
また、Windows XPのタスク マネージャーにおける「プロセス」タブの「メモリ使用量」ではワーキングセットの大きさが表示される。ここで、ワーキングセットとは、物理メモリの使用量のみを指し、仮想メモリの使用量を含まない。そのため、「プロセス」タブの「メモリ使用量」は実際のメモリの使用量とは異なる。Windows Vista以降のタスク マネージャーでは、プライベート ワーキングセット（実際のメモリ使用量から共有しているDLL等のメモリ使用量を差し引いた値）の大きさが「メモリ使用量」として表示される。そのため、Windows XP以前よりもメモリの使用量が減少したかのように見えるが、「メモリ使用量」の内容が異なるためWindows XP以前の「メモリ使用量」と単純に比較することはできない。

## 類似のアプリケーション

### Windows 9x系
Windows 9x系にはWindows タスク マネージャーは含まれておらず、⎈ Ctrl+⎇ Alt+⌦ Delキーを押すと実行中のプロセスの一覧がダイアログボックスで表示され、強制終了するかどうかの選択ができるのみであるが、タスク マネージャーに近い機能がある「タスク リスト」と「システム モニタ」が含まれている。

### サードパーティー製
プロセスより細かいスレッドの表示やハードウェアの状態監視ができるなど、タスク マネージャーより高度な機能を持った非標準あるいはサードパーティー製のアプリケーションがある。
- Process Explorer
- System Informer

など